# Lijst van ongenummerde planetoïden

Het totaal aantal gelokaliseerde planetoïden, aantal genummerde planetoïden en aantal planetoïden met een naam tussen 1995 en 2012. Ongenummerde planetoïden zijn weergegeven in rood.

Dit is een lijst van planetoïden die nog geen catalogusnummer hebben gekregen van het Minor Planet Center, maar wel een voorlopige naam hebben.
De lijst op volgorde van naam:
- 2000 WH10
- 2002 MN
- 2002 NY40
- 2003 YN107
- 2007 TU24
- 2007 VK184
- 2007 WD5
- 2008 TC3
- 2011 MD
- 2012 TC4
- 2012 VP113
- 2013 TX68